# Błąd standardowy
Błąd standardowy statystyki z próby (zwykle będącej estymatorem nieznanego parametru populacji) to odchylenie standardowe tej statystyki. Na przykład błąd standardowy średniej to odchylenie standardowe średniej z próby losowej, które moglibyśmy zaobserwować, gdyby próbkowanie było wielokrotnie powtarzane. Prawdziwa wartość błędu standardowego jest zwykle nieznana; błędem standardowym nazywa się również otrzymane na podstawie próby losowej oszacowanie odchylenia standardowego statystyki. Błąd standardowy wykorzystuje się we wnioskowaniu statystycznym, na przykład do wyznaczania przedziałów ufności. 

## Przykład zastosowania: błąd standardowy średniej arytmetycznej
Chcemy oszacować przeciętne wynagrodzenie w populacji wszystkich mieszkańców Polski. Wiemy, że w próbie 900 losowo dobranych Polaków średnia arytmetyczna zarobków wynosi 2500 zł netto z odchyleniem standardowym 1200 zł. Obliczamy błąd standardowy średniej (a dokładniej jego oszacowanie) według poniższego wzoru:
Błąd standardowy średniej = {\displaystyle {\frac {s}{\sqrt {n}}}={\frac {1200}{\sqrt {900}}}={\frac {1200}{30}}=40,} gdzie:
{\displaystyle s} – odchylenie standardowe w próbie, {\displaystyle n} – liczba obserwacji w próbie.
Błąd standardowy średniej wyniósł 40 zł.

## Przykład zastosowania: błąd standardowyproporcji
Chcemy oszacować, jaki procent Polaków cierpi na różnego rodzaju alergie. Przebadanie wszystkich Polaków jest niewykonalne, ale możemy oszacować parametr populacji (w tym przypadku odsetek alergików w populacji) na podstawie odsetka alergików w losowo dobranej próbie 1600 Polaków. Załóżmy, że w próbie dokładnie 50% osób stwierdziło, że cierpi na alergię. Oszacowanie błędu standardowego wyznaczamy następująco:
Błąd standardowy proporcji = {\displaystyle {\sqrt {\frac {p\cdot q}{n}}}={\sqrt {\frac {50\cdot 50}{1600}}}={\sqrt {\frac {2500}{1600}}}={\sqrt {1{,}5625}}=1{,}25}
gdzie {\displaystyle p} to proporcja alergików w próbie (50%), proporcja osób niebędących alergikami w próbie {\displaystyle q=1-p,} czyli {\displaystyle (100\%-50\%=50\%),} zaś {\displaystyle n} to wielkość próby (1600 osób).
Błąd standardowy wyniósł 1,25%.